# 滨田美穗
滨田美穗（日语：／ Hamada Miho，1947年—），高知县出身，日本女子乒乓球运动员，曾就读于中央大学文学部。她曾获得1枚世界乒乓球锦标赛金牌和3枚铜牌。退役后担任教练。